# Monte Lodin
Monte Lodin är ett berg i Österrike, på gränsen till Italien. Det ligger i den centrala delen av landet, 300 km sydväst om huvudstaden Wien. Toppen på Monte Lodin är 1 140 meter över havet.
Terrängen runt Monte Lodin är bergig. Runt Monte Lodin är det ganska glesbefolkat, med 32 invånare per kvadratkilometer.. Närmaste större samhälle är Dellach im Drautal, 17,2 km norr om Monte Lodin. 
I omgivningarna runt Monte Lodin växer i huvudsak blandskog.